# Michaela Conlin

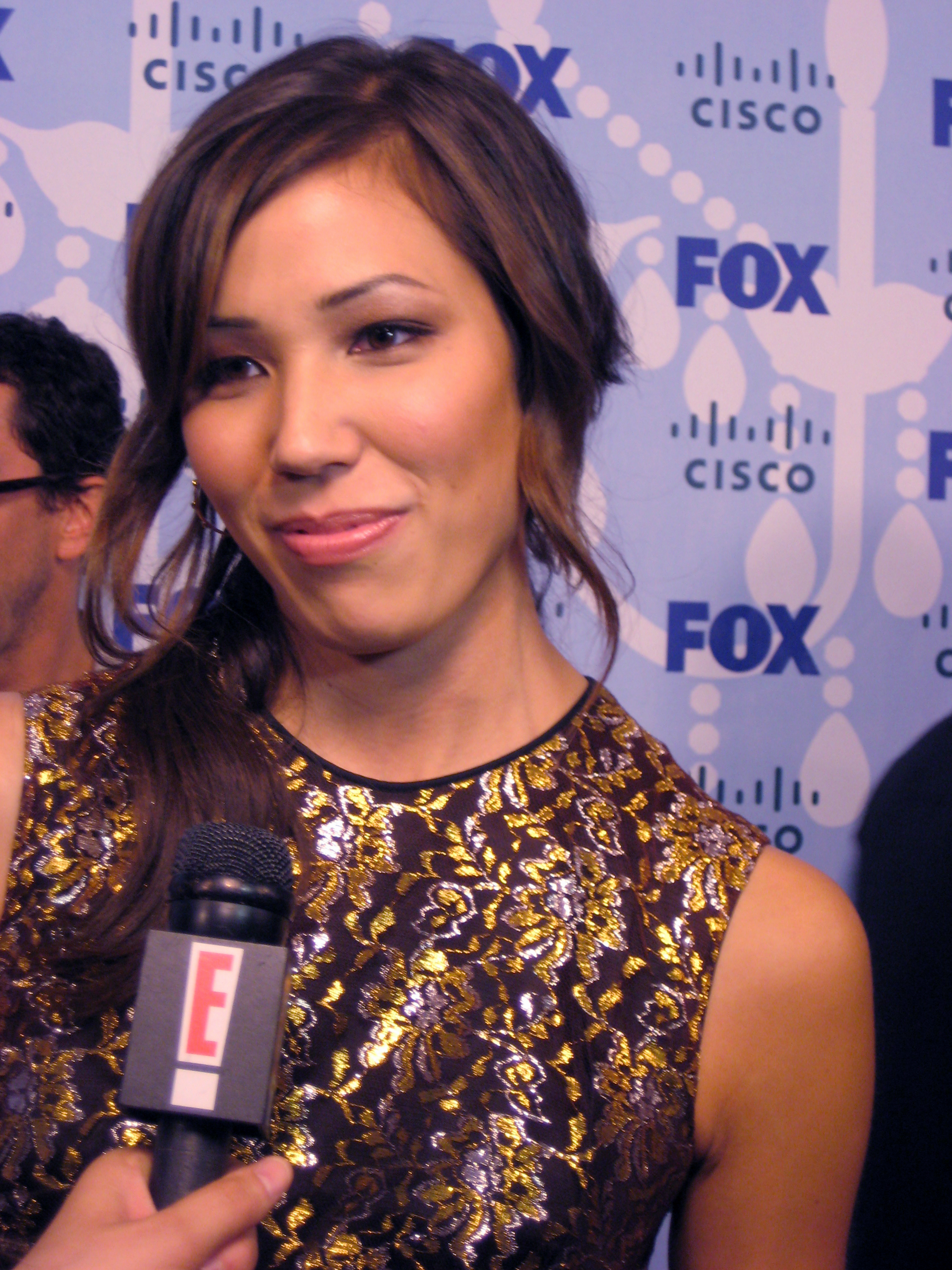
Michaela Conlin (2008)

Michaela Conlin (* 9. Juni 1978 in Allentown, Pennsylvania) ist eine US-amerikanische Schauspielerin chinesisch-irischer Abstammung.

## Leben und Karriere
Michaela Conlin wurde als Tochter einer chinesischen Mutter und eines irischen Vaters in Allentown, Pennsylvania geboren und aufgezogen. Im Alter von sechs Jahren spielte sie ihre erste Rolle. Conlin absolvierte die Parkland High School in ihrer Heimatstadt Allentown, bevor sie nach New York City zog, um eine Schauspielschule zu besuchen. Sie wurde an der New Yorker University Tisch School of the Arts angenommen. Während sie an ihrem Bachelor of Fine Arts (B.F.A.) arbeitete, trat sie in einigen Produktionen der Atlantic Theater Company und Playwrights Horizons Theater School auf. Nach ihrem Abschluss an der New Yorker Universität wurde sie ausgewählt, die Dokumentarreihe The It Factor zu moderieren. 
2001 spielte Conlin ihre erste Nebenrolle in einer Folge der Fernsehserie Law & Order. Weitere Nebenrollen in Filmen und Fernsehserien wie etwa in Love the Hard Way und JAG – Im Auftrag der Ehre folgten. Von 2005 bis 2017 spielte sie die Rolle der Angela Montenegro in Bones – Die Knochenjägerin.
Momentan lebt Conlin in New York.

## Filmografie (Auswahl)
- 2001: Law & Order (Fernsehserie, Folge 11x15)
- 2001: Love the Hard Way
- 2002: Garmento
- 2002: Lady Cops – Knallhart weiblich (The Division, Fernsehserie, Folge 2x12)
- 2002: MDs (Fernsehserie, 10 Folgen)
- 2002: Pipe Dream – Lügen haben Klempnerbeine (Pipe Dream)
- 2003: JAG – Im Auftrag der Ehre (Jag, Fernsehserie, Folge 9x08)
- 2005–2017: Bones – Die Knochenjägerin (Bones, Fernsehserie, 245 Folgen)
- 2006: Open Window
- 2007: Verwünscht (Enchanted)
- 2011: Der Mandant (The Lincoln Lawyer)
- 2015: Baby, Baby, Baby
- 2016: Casual (Fernsehserie, Folge 2x11)
- 2016: The Disappointments Room
- 2018: Here and Now (Fernsehserie, 3 Folgen)
- 2018–2019: Yellowstone (Fernsehserie, 6 Folgen)
- 2020: Bad Trip
- 2020: For all Mankind (Fernsehserie, 8 Folgen)
- 2022: Dollface (Fernsehserie, 2 Folgen)
- 2023: One True Loves
- 2024: Junction